# Nodaria adra
Nodaria adra är en fjärilsart som beskrevs av Swinhoe 1918. Nodaria adra ingår i släktet Nodaria och familjen nattflyn. Inga underarter finns listade i Catalogue of Life.